# Klaun Ko-Ko
Klaun Ko-Ko – popularna postać rysunkowa, stworzona w 1915 roku przez braci Maksa Fleischera i Dave’a Fleischera. Początkowo pojawiał się w serii filmów pt. Z kałamarza, później także w innych (m.in. Inkwell Imp).
Pomysł stworzenia postaci narodził się w 1915 roku, kiedy to bracia Fleischerowie pracowali nad techniką rotoskopii, polegającej na przenoszeniu na papier uprzednio sfilmowanych postaci; stworzona postać miała pomóc im w promowaniu nowej metody animacji. Dave dał się wtedy sfilmować, a następnie narysować w stroju klauna, który uszył sobie zainspirowany pajacami widzianymi w parku rozrywki. W ten sposób powstała postać niesfornego klauna w czarnym ubraniu; początkowo postać ta była bezimienna, dopiero od 1923 roku zyskała przydomek Ko-Ko.
Pierwszy film z Ko-Ko wyświetlono 30 września 1919 roku. Następnie pojawiły się kolejne z serii. Wszystkie obrazy rozpoczynają się podobnie – Max Fleischer rysuje klauna, który następnie ucieka z pulpitu rysownika i udaje się do świata realnego, w którym poprzez różne psoty uprzykrza życie swojemu twórcy; ostatecznie zostaje za karę zamknięty ponownie w kałamarzu.
Ko-Ko wystąpił m.in. w filmach The Clown's Little Brother (1920), The Automobil Ride (1921), Bedtime (1923) oraz Ko-Ko Gets Egg-Cited (1927). Pojawiał się także w animacjach z Betty Boop.